# Arne Dahl

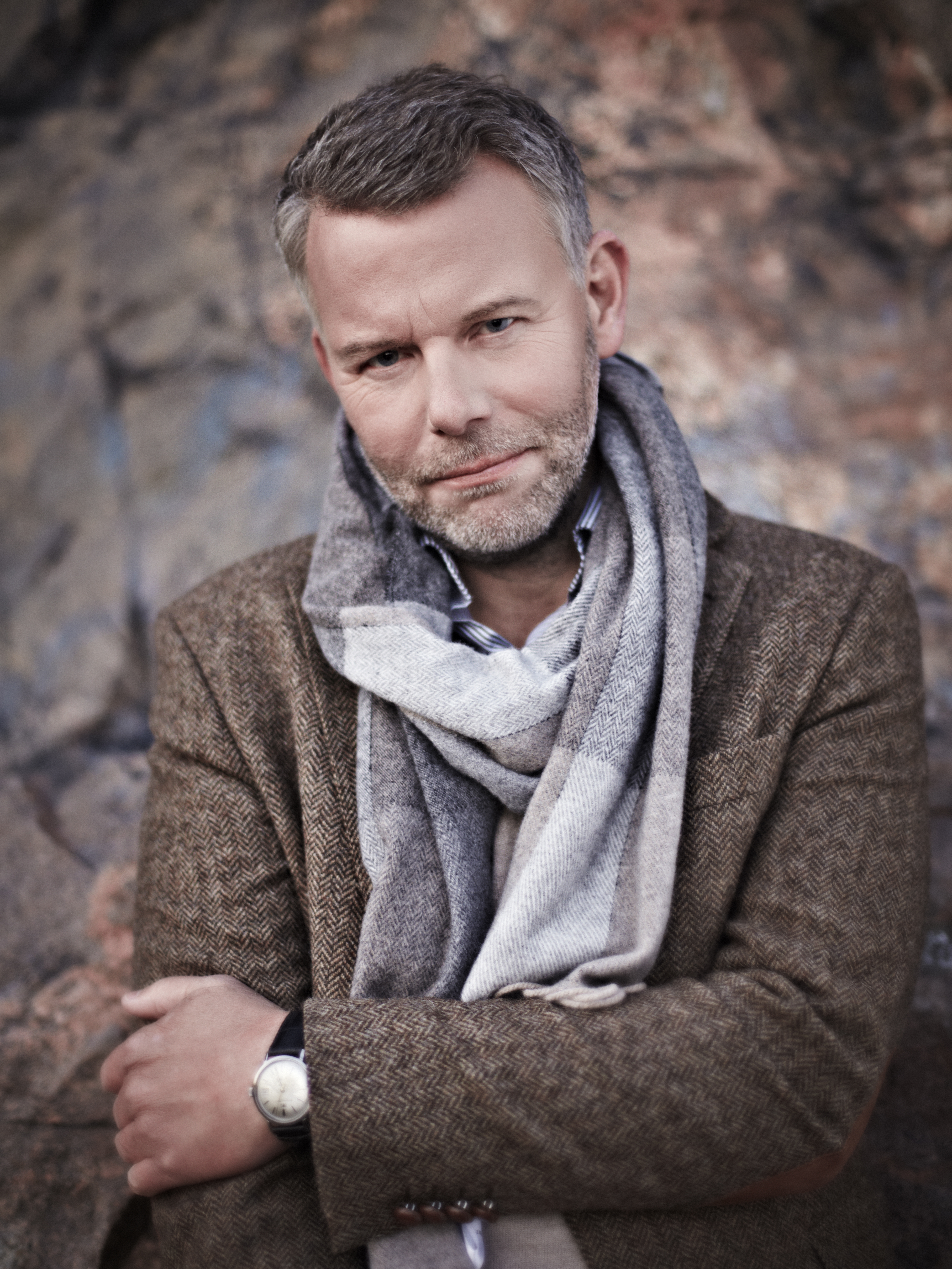
Jan Arnald, 2011

Jan Arnald (* 11. Januar 1963 in Sollentuna), bekannt unter seinem Pseudonym Arne Dahl, ist ein schwedischer Autor.

## Leben und Werk

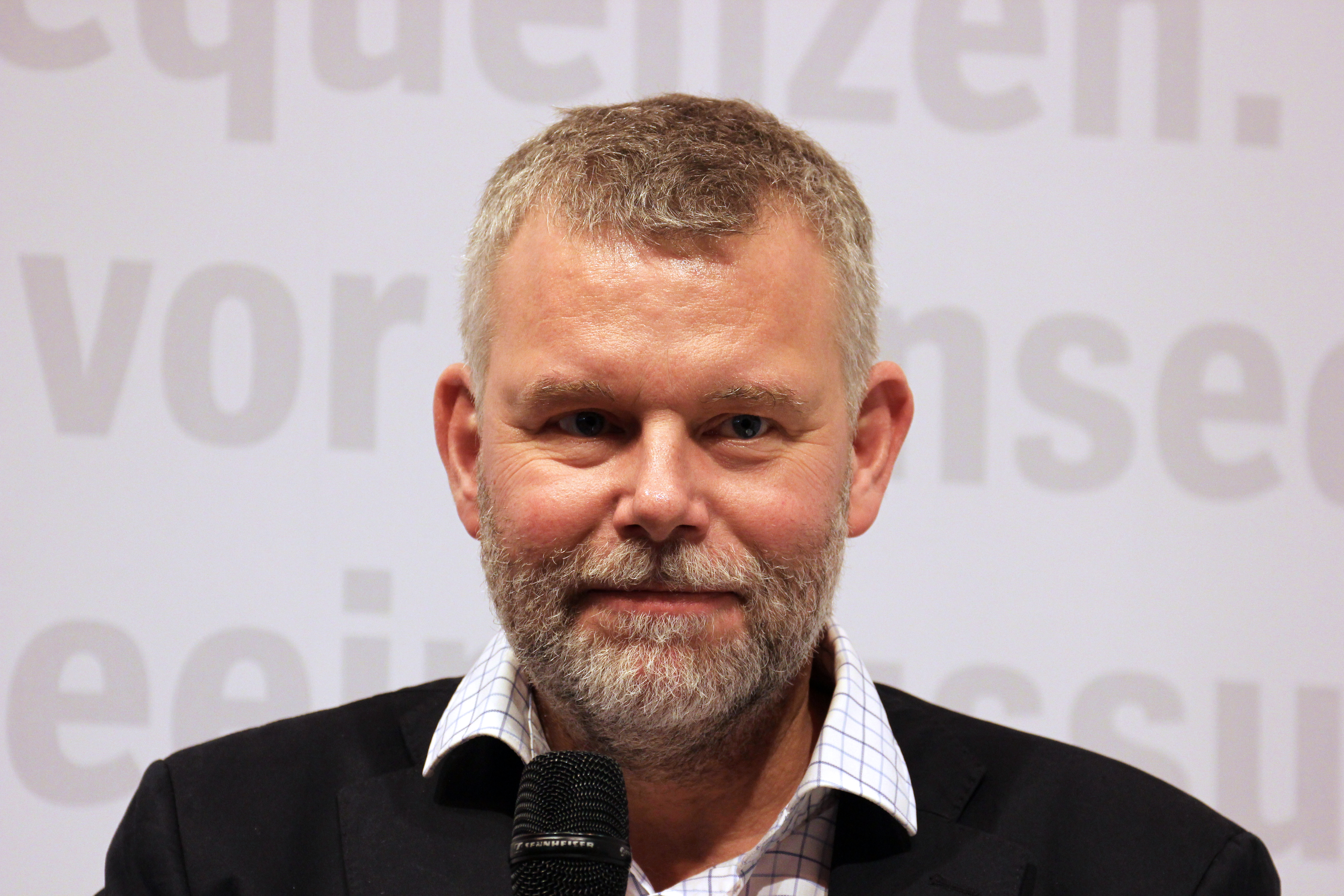
Arne Dahl auf der Frankfurter Buchmesse 2016

Arnald ist ein schwedischer Autor und Literaturwissenschaftler. Unter seinem Pseudonym Arne Dahl veröffentlicht er Krimis und Thriller. Er hat drei Bücher unter eigenem Namen bei Bonniers veröffentlicht. Außerdem schreibt er regelmäßig für Dagens Nyheter.
Arnald schrieb in den 90er Jahren nach seiner Doktorarbeit Theater- und Buchkritiken. Seinen ersten Roman über eine Reise nach Griechenland veröffentlichte er 1990, danach einen Gedichtband. Von den ersten Büchern verkauften sich etwa 6000 Stück; inzwischen wurden etwa 3,5 Millionen Bücher verkauft. Arnald gilt als Bestseller-Autor.
Seinen Durchbruch als Schriftsteller hatte Jan Arnald 1998 unter seinem Pseudonym Arne Dahl mit der Krimireihe um die sogenannte A-Gruppe, eine Sonderermittlungsgruppe bei der schwedischen Polizei um Paul Hjelm und Kerstin Holm für Verbrechen internationaler Tragweite. Die Reihe wurde in viele Sprachen übersetzt. Nach Dahls ursprünglicher Vorstellung sollte die Reihe am Ende aus zehn Romanen bestehen. 2011 startete mit Viskleken eine neue Thriller-Serie rund um ein geheimes Ermittlerteam der Europol. Diese Serie ist jedoch eine direkte Fortsetzung der Krimireihe um die sogenannte A-Gruppe und deren Hauptfiguren Paul Hjelm, Kerstin Holm sowie Jorge Chavez und Arto Söderstedt. Sie bekommen zwar internationale Unterstützung, doch schließt die Handlung direkt an die vorigen zehn Teile an.
Arnald lebt in Stockholm.

## Werke

### A-Gruppe-Reihe (Intercrime series)
1. Misterioso, 1999.
Misterioso, dt. von Maike Dörries, München: Piper 2003, ISBN 3-492-23992-7
(Handlungsbezogen ist Misterioso der erste Fall der A-Gruppe)
2010 als Hörbuch, Steinbach sprechende Bücher Schwäbisch Hall, gelesen von Till Hagen, ISBN 3-86974-011-6.
2. Ont blod, 1998.
Böses Blut, dt. von Wolfgang Butt, München: Piper 2004, ISBN 3-492-24285-5.
2011 als Hörbuch, Steinbach sprechende Bücher Schwäbisch Hall, 6 CDs 469 Min., gelesen von Till Hagen, ISBN 978-3-86974-062-1.
3. Upp till toppen av berget, 2000.
Falsche Opfer, dt. von Wolfgang Butt. Piper, München 2005, ISBN 3-492-27068-9.
2013 als Hörbuch, Steinbach sprechende Bücher Schwäbisch Hall, gelesen von Till Hagen, ISBN 978-3-86974-146-8.
4. Europa blues, 2001.
Tiefer Schmerz, dt. von Wolfgang Butt. Piper, München 2005, ISBN 3-492-04714-9.
2013 als Hörbuch, Steinbach sprechende Bücher Schwäbisch Hall, gelesen von Till Hagen, ISBN 978-3-86974-145-1.
5. De största vatten, 2002.
Rosenrot, dt. von Wolfgang Butt. Piper, München 2006, ISBN 3-492-04809-9.
2012 als Hörbuch, Steinbach sprechende Bücher Schwäbisch Hall, gelesen von Till Hagen, ISBN 978-3-86974-123-9.
6. En midsommarnattsdröm, 2003.
Ungeschoren, dt. von Wolfgang Butt. Piper, München 2007, ISBN 978-3-492-04878-1.
2007 als Hörbuch, Steinbach sprechende Bücher Schwäbisch Hall, 6 CDs 454 Min., gelesen von Till Hagen, ISBN 978-3-88698-303-2.
7. Dödsmässa, 2004.
Totenmesse, dt. von Wolfgang Butt. Piper, München 2009, ISBN 978-3-492-05018-0.
2009 als Hörbuch, Steinbach sprechende Bücher Schwäbisch Hall, gelesen von Till Hagen, ISBN 978-3-88698-501-2.
8. Mörkertal, 2005.
Dunkelziffer, dt. von Wolfgang Butt. Piper, München 2010, ISBN 978-3-492-05350-1.
2010 als Hörbuch, Steinbach sprechende Bücher Schwäbisch Hall, gelesen von Till Hagen, ISBN 978-3-86974-006-5.
9. Efterskalv, 2006.
Opferzahl, dt. von Wolfgang Butt. Piper, München 2011, ISBN 978-3-492-04968-9.
2011 als Hörbuch, Osterwoldaudio, Hamburg, 5 CDs 363 Min., gelesen von Achim Buch und Alexander Simon, ISBN 978-3-86952-076-6.
10. Himmelsöga, 2007.
Bußestunde, dt. von Wolfgang Butt. Piper, München 2013, ISBN 978-3-492-04969-6.
2013 als Hörbuch, Osterwoldaudio, Hamburg, 6 CDs 452 Min., gelesen von Achim Buch, ISBN 978-3-86952-085-8.
11. Elva, 2008. (eigenständiger Roman mit den Charakteren der Intercrime series)
Der elfte Gast, dt. von Wolfgang Butt. Piper, München 2015, ISBN 978-3-492-30760-4.
2014 als Hörbuch, Osterwoldaudio Hamburg, 6 CDs 450 Min., 6 CDs 460 Min., gelesen von Achim Buch, ISBN 978-3-86952-224-1.

### Opcop-Reihe
1. Viskleken, 2011.
Gier, dt. von Antje Rieck-Blankenburg. Piper, München 2012, ISBN 978-3-492-05305-1.
2012 als Hörbuch, Osterwoldaudio, Hamburg, 6 CDs 465 Min., gelesen von Wolfram Koch, Dorothea Reinicke, ISBN 978-3-86952-158-9.
2. Hela havet stormar, 2012.
Zorn, dt. von Antje Rieck-Blankenburg. Piper, München 2013, ISBN 978-3-492-05306-8.
2013 als Hörbuch, Osterwoldaudio, Hamburg, 7 CDs 515 Min., gelesen von Wolfram Koch, Sebastian Rudolph, Kornelia Boje und Matthias Leja, ISBN 978-3-86952-126-8.
3. Blindbock, 2013.
Neid, dt. von Kerstin Schöps. Piper, München 2014, ISBN 978-3-492-05537-6.
2013 als Hörbuch, Osterwoldaudio, Hamburg, 8 CDs 578 Min., gelesen von Wolfram Koch, ISBN 978-3-86952-198-5.
4. Sista paret ut, 2014.
Hass, dt. von Kerstin Schöps. Piper, München 2015, ISBN 978-3-492-05538-3.
2015 als Hörbuch, Osterwoldaudio, Hamburg, 8 CDs 588 Minuten, gelesen von Wolfram Koch, ISBN 978-3-86952-206-7.

### Sam-Berger- und Molly-Blom-Reihe
1. Utmarker. Albert Bonniers Förlag, Stockholm 2016, ISBN 978-91-0-015497-4
Sieben minus eins, dt. von Kerstin Schöps, München: Piper 2016, ISBN 978-3-492-05770-7.
2. Inland. Albert Bonniers Förlag, Stockholm 2017, ISBN 978-91-0-016225-2
Sechs mal zwei, dt. von Kerstin Schöps. Piper, München 2017, ISBN 978-3-492-05811-7.
3. Mittvatten. Albert Bonniers, Stockholm 2017, ISBN 978-91-0-016236-8
Fünf plus drei, dt. von Ursel Allenstein. Piper, München 2018, ISBN 978-3-492-05812-4.
4. Friheten. Albert Bonniers, Stockholm 2020, ISBN 978-91-0-018257-1
Vier durch vier, dt. von Wibke Kuhn. Piper, München 2020, ISBN 978-3-492-05928-2.
5. Isglossning. Albert Bonniers, Stockholm 2021, ISBN 978-91-0-019119-1
Null gleich eins, dt. von Kerstin Schöps. Piper, München 2022, ISBN 978-3-492-05929-9.

### Eva-Nyman-Reihe
1. I cirkelns mitt. Albert Bonniers Förlag, Stockholm 2023, ISBN 978-91-0-080067-3.
Stummer Schrei. dt. von Kerstin Schöps, Piper, München 2024, ISBN 978-3-492-07241-0.
2. Underverken. 2025
Kaltes Fieber. dt. von Kerstin Schöps, Piper, München 2025 , ISBN 978-3-492-07243-4.

### Andere
- Das dritte Auge. Hörbuch auf CD, dt. von Gabriele Haefs. Der Hörverlag, München 2005, ISBN 3-89940-608-7.
- Übermacht. in Över gränsen. Albert Bonniers Förlag, Stockholm 2006 (Über Grenzen: Kriminalgeschichten aus Schweden von Arne Dahl, Åsa Larsson, Håkan Nesser u. a., dt. von Gabriele Haefs und Christel Hildebrandt. btb, München 2007, ISBN 978-3-442-73645-4.)

### Als Jan Arnald
- Chiosmassakern, Albert Bonniers Förlag 1990.
- Nalkanden, Albert Bonniers Förlag 1992.
- Genrernas tyranni, 1995.
- 3 variationer, 1996.
- Klä i ord, Albert Bonniers Förlag 1997.
- Barbarer, Albert Bonniers Förlag 2001.
- Maria och Artur, 2006.

Maria und Artur: Roman einer Schriftstellerliebe. Aus dem Schwedischen von Wolfgang Butt. Piper Verlag, München 2008, ISBN 978-3-492-05108-8.
- Intimus, 2010.

Der weiße Roman. Aus dem Schwedischen von Susanne Dahmann. Piper Verlag, München 2011, ISBN 978-3-492-05432-4.

## Auszeichnungen
- 2004: Palle-Rosenkrantz-Preis für Europa blues (dt.: Tiefer Schmerz. Original: Europa Blues)
- 2005: Deutscher Krimipreis – International 2 für Falsche Opfer (Original: Upp till toppen av berget)
- 2005: Krimi des Jahres 2004 (4. Platz) in der KrimiWelt-Bestenliste für Tiefer Schmerz (Original: Europa blues)
- 2006: Deutscher Krimipreis – International 3 für Tiefer Schmerz (Original: Europa Blues)
- 2006: Krimi des Jahres 2005 (7. Platz) in der KrimiWelt-Bestenliste für Rosenrot (Original: De största vatten)
- 2007: Spezialpreis der Svenska Deckarakademin („Akademie der schwedischen Kriminalschriftsteller“)
- 2010: Radio-Bremen-Krimipreis
- 2011: Schwedischer Krimipreis für Viskleken. als Bester schwedischer Kriminalroman
- 2018: Ripper Award, zusammen mit Simon Beckett